# Campionati europei di nuoto 2010 - 5 km maschili
La gara si è svolta il 5 agosto 2010 alle ore 10.00 e vi hanno partecipato 36 atleti.

## Medaglie
| Posizione | Atleta              | Paese  |
| --------- | ------------------- | ------ |
| Oro       | Luca Ferretti       | Italia |
| Argento   | Simone Ercoli       | Italia |
| Bronzo    | Simone Ruffini      | Italia |
| Bronzo    | Spyridōn Gianniōtīs | Grecia |

## Classifica
| Pos.                | Atleta                | Nazionalità | Tempo       | Distacco    |
| ------------------- | --------------------- | ----------- | ----------- | ----------- |
|                     | Luca Ferretti         | Italia      | 58:43.4     |             |
|                     | Simone Ercoli         | Italia      | 59:00.5     | 17.1        |
|                     | Simone Ruffini        | Italia      | 59:15.9     | 32.5        |
| Spyridōn Gianniōtīs | Grecia                |             | 59:15.9     | 32.5        |
| 5                   | Thomas Lurz           | Germania    | 59:20.3     | 36.9        |
| 6                   | Jan Wolfgarten        | Germania    | 59:23.5     | 40.1        |
| 7                   | Christian Reichert    | Germania    | 59:42.8     | 59.4        |
| 8                   | Daniil Serebrennikov  | Russia      | 59:58.6     | 1:15.2      |
| 9                   | Evgeny Drattsev       | Russia      | 1:00:00.0   | 1:16.6      |
| 10                  | Artem Podyakov        | Russia      | 1:00:00.9   | 1:17.5      |
| 11                  | Kvetoslav Svoboda     | Rep. Ceca   | 1:00:27.5   | 1:44.1      |
| 12                  | Diego Nogueira        | Spagna      | 1:00:46.4   | 2:03.0      |
| 13                  | Julien Sauvage        | Francia     | 1:00:47.7   | 2:04.3      |
| 14                  | Antonios Fokaidis     | Grecia      | 1:01:01.4   | 2:18.0      |
| 15                  | Tom Vangeneugden      | Belgio      | 1:01:04.4   | 2:21.0      |
| 16                  | Igor Snitko           | Ucraina     | 1:01:10.7   | 2:27.3      |
| 17                  | Matthias Schweinzer   | Austria     | 1:01:36.6   | 2:53.2      |
| 18                  | Julien Codevelle      | Francia     | 1:01:53.1   | 3:09.7      |
| 19                  | Jan Posmourny         | Rep. Ceca   | 1:01:59.0   | 3:15.6      |
| 20                  | Romain Beraud         | Francia     | 1:02:16.4   | 3:33.0      |
| 21                  | Rok Kerin             | Slovenia    | 1:02:21.2   | 3:37.8      |
| 22                  | Héctor Ruiz           | Spagna      | 1:02:28.5   | 3:45.1      |
| 23                  | Kostyantyn Ukradyga   | Ucraina     | 1:02:43.8   | 4:00.4      |
| 24                  | Lukas Jachno          | Rep. Ceca   | 1:03:45.4   | 5:02.0      |
| 25                  | Vasco Gaspar          | Portogallo  | 1:03:51.4   | 5:08.0      |
| 26                  | Jovan Mitrovic        | Svizzera    | 1:04:07.7   | 5:24.3      |
| 27                  | Christopher Bryan     | Irlanda     | 1:04:40.4   | 5:57.0      |
| 28                  | Daniel Viegas         | Portogallo  | 1:04:42.7   | 5:59.3      |
| 29                  | Hugo Ribeiro          | Portogallo  | 1:05:19.6   | 6:36.2      |
| 30                  | Tomas Vachan          | Slovacchia  | 1:06:24.7   | 7:41.3      |
| 31                  | István Batházi        | Ungheria    | 1:06:39.9   | 7:56.5      |
| 32                  | Andrew Meegan         | Irlanda     | 1:06:58.6   | 8:15.2      |
| 33                  | S.Giray Arin          | Turchia     | 1:18:09.5   | 19:26.1     |
| 34                  | Burak Karace          | Turchia     | 1:20:43.3   | 21:59.9     |
|                     | Csaba Gercsák         | Ungheria    | non partito | non partito |
|                     | Francisco Jose Hervas | Spagna      | non partito | non partito |